# Bagà
Bagà (em catalão e oficialmente) ou Bagá (em castelhano) é um município da Espanha na comarca de Berguedà, província de Barcelona, comunidade autónoma da Catalunha. Tem 43,13 km² de área e em 2021 tinha 2 145 habitantes (densidade: 49,7 hab./km²).
Em Bagà nasceu no século XV o historiador Pere Tomic.

## Demografia
| Variação demográfica do município entre 1991 e 2004[carece de fontes?] | Variação demográfica do município entre 1991 e 2004[carece de fontes?] | Variação demográfica do município entre 1991 e 2004[carece de fontes?] | Variação demográfica do município entre 1991 e 2004[carece de fontes?] |
| ---------------------------------------------------------------------- | ---------------------------------------------------------------------- | ---------------------------------------------------------------------- | ---------------------------------------------------------------------- |
| 1991                                                                   | 1996                                                                   | 2001                                                                   | 2004                                                                   |
| 2129                                                                   | 2114                                                                   | 2115                                                                   | 2122                                                                   |